# 1986년 흑해 사건
1986년 흑해 사건은 1986년 3월 13일 미국 해군 순양함 USS 요크타운과 구축함 USS 카론이 크림반도 남부에 있는 흑해의 소련 영해를 무해 통항권을 주장하며 입항을 시도한 사건이다. 이에 따라 소련 해군의 프리깃 라드니와 국경호위함 도조르니, 이즈마일이 따라붙었다.
요크타운과 카론호는 약 2시간 동안 소련 영해 안에 머물렀다. 미국 함정이 소련 영해 밖으로 나가면서 상황이 완화되었으나 그 이후에도 외교적 파장은 수 주간 계속되었다.

## 배경
1983년 소련 장관 소비에트에서 제정된 "소련 영해와 내해 및 항구에서의 외국 군함의 항행 및 체류 규칙"에 따르면 발트해, 오호츠크해, 동해의 소련 영해 내 제한된 구역에서만 외국 군함의 무해 통항을 인정했다. 흑해는 무해 통항을 위한 해로가 없었다. 미국은 1979년부터 많은 국가들이 전통적인 영유권 주장을 뛰어넘는 매우 넓은 영해를 주장하기 시작했다고 판단해 항행의 자유 작전을 시작했다. 이 작전은 외교적 항의로는 아무런 효과가 없다고 분석해 진행되었다. 흑해 내에서의 항행의 자유 작전은 1986년 사건 이전부터 소련으로부터 여러 차례 항의를 받았는데 특히 1968년 12월 9일, 1979년 8월, 1984년 2월 18일에 충돌이 있었다.
당시 소련은 자국 영해 내 지정된 해로에서만 군함의 무해 통항을 인정했다. 미국은 연안국이 군함의 통항을 특정 해로로만 제한할 수 있는 법적 근거가 없다고 주장했다. 이후 미국 국무부는 해양법에 관한 유엔 협약 제22조 1항의 러시아어 본문에선 연안국이 필요할 때마다 무해 통항을 제한할 수 있지만 영어 본문에선 이 내용이 빠져있단 사실을 알아냈다.

## 사건 전개
1986년 3월 10일 타이콘데로가급 순양함 USS 요크타운과 스프루언스급 구축함 USS 카론이 터키 해협을 통해 흑해 안으로 들어왔다. 이 두 함선의 흑해 입항을 크리박급 호위함 라드니가 발견했고, 이를 계속 주시하라는 명령이 내려졌다. 3월 13일 요크타운과 카론호가 소련 영해에 진입하여 크림반도 남부를 따라 서쪽으로 항해하여 해안 6해리(11 km) 이내까지 근접했다. 페오도시야 방향으로 입항한 미군은 2시간 21분동안 소련 영해를 항해했다. 미국 군함 두척은 소련 국경호위함 도조르니, 이즈마일호와 마주쳤다. 라드니호의 지휘관인 주라블레프는 상부에 사건을 보고했다.
러시아 국영 언론인 《이즈베스티야》 편집자 뱌체슬라프 루카신은 "사건 당시 소련 해군 총사령관 블라디미르 체르나빈은 미국 군함이 소련 영해로 진입하러는 명령을 미국 대통령 로널드 레이건의 동의를 얻어 캐스퍼 와인버거 국방장관이 내렸다는 사실을 파악했다"고 말했다.

## 여파

### 소련의 항의
소련 외무부는 이 사건과 관련해 두 차례 기자회견을 열었다. 미국 측 임시대리대사는 소련 외무부에 소환되어 소련의 항의를 받았다. 소련은 미국의 영해 "침범"이 "시위적이고 도전적인 성격이며 명백히 도발적인 목표였다"고 발표했다. 블라디미르 체르나빈은 "소련 영해를 통한 외국 군함의 무해 통항은 소련 정부가 발표한 특별허가된 해역에서만 가능하며, 흑해에는 특별허가된 해역이 없다"고 발표했다.

### 미국의 입장
이 사건에 대한 소련의 외교 서한에 대해 미국은 "1986년 3월 13일 소련 영해라고 주장하는 해역을 통과한 USS 요크타운과 USS 카론의 통항은 국제법적 관습, 관례에 따라 오랫동안 모든 선박에 부여된 무해 통항의 권리를 적절히 행사한 것 뿐이다"고 밝혔다. 미국 국무부가 소련 주재 미국 대사관에 보낸 지침에 따르면 미국은 "국제법상 미국의 항행권을 결정하는 데 있어 그들의 국내법이 연관이 있다는 소련의 주장에는 타당성이 없다"고 주장했다. 《아메리칸 저널 오브 인터네셔널 로우》 저널의 한 논문에서는 "이즈베스티야 신문에 게재된 지도에 표시된 미 군함의 해로는 선박 통과가 측면 항로였음이 확인된다"며 "소련 내해 또는 항구에 진입하러는 의도를 표명했다고 해석할 수 있는 항로를 취한 적이 없다"고 밝혔다.
이후 벌어진 1988년 흑해 충돌 사건에서 USS 요크타운과 USS 카론은 다시 무해 통항을 주장하다 소련 해군 함정과 충돌했다.

## 같이 보기
- 1988년 흑해 충돌 사건
- 2003년 투즐라섬 분쟁
- 2018년 케르치 해협 사건
- 2021년 흑해 사건

## 참고 문헌
- Aceves, William J. (1993). “Diplomacy at Sea: U.S. Freedom of Navigation Operations in the Black Sea”. 《Naval War College Review》 46 (2): 59–79. ISSN 0028-1484. JSTOR 44642450.
- Kraska, James; Pedrozo, Raul A. (2013). 《International Maritime Security Law》. Leiden: Martinus Nijhoff Publishers. ISBN 978-90-04-23356-0.